# Torrione (architettura)

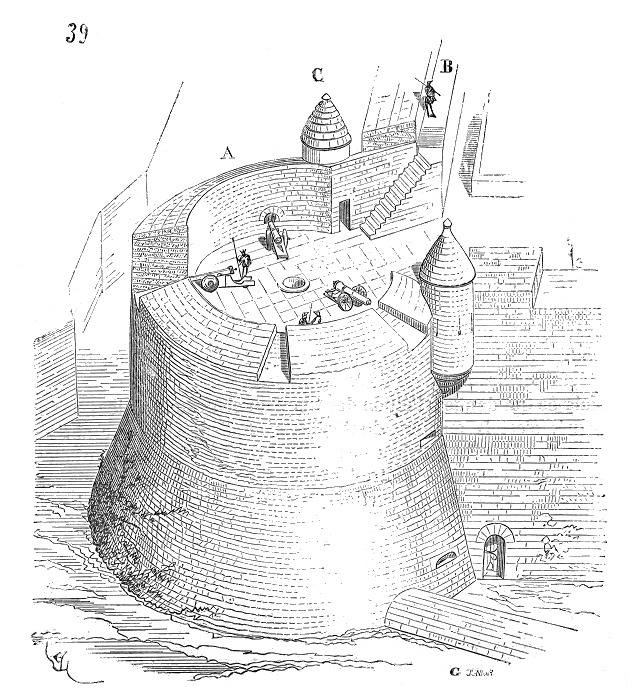
Torrione nella Fortezza di Salses (Francia meridionale), XV secolo, disegno di Eugène Viollet-le-Duc.

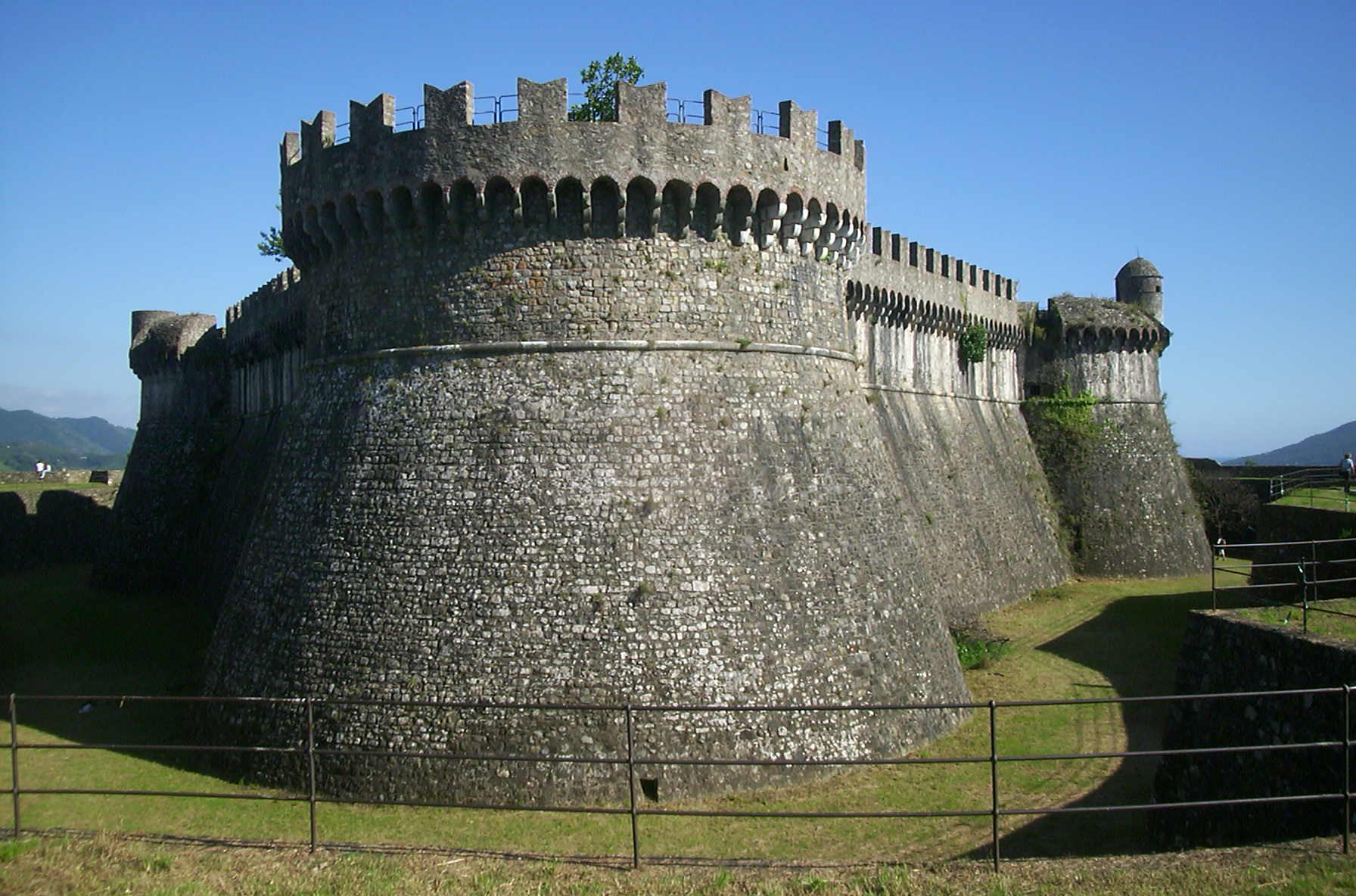
Torrioni nella Fortezza di Sarzanello.

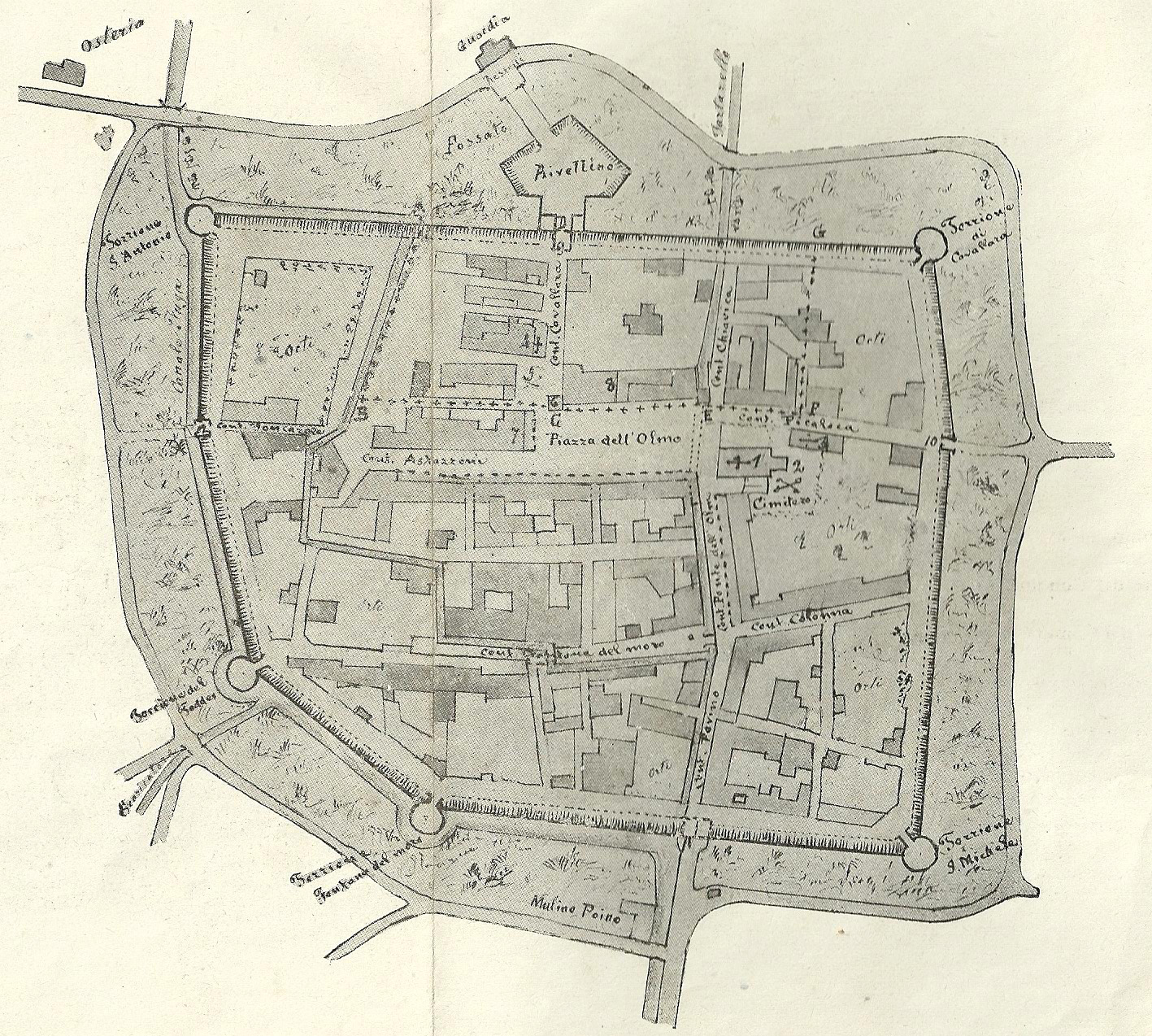
I torrioni angolari nella Fortezza di Castel Goffredo, XVI secolo.

Il torrione è una struttura d'artiglieria tondeggiante o bombata di particolare robustezza, la cui altezza corrisponde a quella del muro adiacente. Se la struttura difensiva è notevolmente più alta del muro adiacente, si chiama torre batteria.
La costruzione più massiccia del torrione rispetto alla torre consentiva il posizionamento di cannoni pesanti. Sia la terra che la muratura erano usate come materiali da costruzione; in quest'ultimo caso, all'interno potevano essere allestiti anche ambienti voltati (casamatte).

## Storia
I torrioni apparvero nel XV secolo, quando i cannoni si trasformarono gradualmente in un'efficace arma d'assedio. I torrioni sono le più antiche strutture di artiglieria permanenti. Il suo periodo di massimo splendore fu tra il XV e l'inizio del XVI secolo. I primi esempi di tondi di artiglieria includono le fortificazioni cittadine di Tábor prima del 1433 e il castello di Sion, che fu ricostruito intorno al 1426/27 - in ogni caso prima dell'assedio del 1437. Altri primi rappresentanti dell'Europa centrale si trovano ancora oggi a Castel Firmiano presso Bolzano (dal 1473), nel castello di Friedewald  in Assia (dal 1476), nel vicino castello di Herzberg (dal 1477), sul castello di Haut-Kœnigsbourg dal 1479, sul castello di Breuberg (intorno al 1480), al Castello di Moritzburg ad Halle (dal 1484), nel castello di Querfurt a Querfurt (intorno al 1488), nel castello di Heidelberg (intorno al 1490/1500) o sul torrione sud-ovest del castello di Marburgo (ancora 1522–23) e nel castello di Kassel (1523). Il castello Eisenhardt ha diversi torrioni. I torrioni più antichi si trovano a Rudelsburg (metà del XV secolo) nella Sassonia-Anhalt e nella fortezza di Heldrungen con fossato sui monti Kyffhäuser. Anche la porta della fortezza di quest'ultimo castello con fossato fu fortificata con torrioni durante il Rinascimento. I torrioni perduti si trovavano nel Castello di Grimmenstein, nel castello di Mansfeld, nel castello di Wendelstein (Memleben) e nel castello di Plau.
Come il bastione a ferro di cavallo, anche il torrione ha un cosiddetto "punto cieco", che lo rende vulnerabile. Inoltre, sul livello superiore del torrione  c'era spazio solo per alcuni cannoni pesanti. Anche nelle casematte del torrione fu possibile posizionare solo pochi cannoni, poiché producevano un forte fumo di polvere che evaporava solo lentamente. Il torrione rappresentava essenzialmente un ulteriore sviluppo delle strutture difensive tardo medievali e non era permanentemente all'altezza delle esigenze di fortificazione dei primi cannoni moderni. La costruzione di torrioni particolarmente grandi e massicci come il Munot a Sciaffusa, costruito tra il 1563 e il 1585, non rappresentò una risposta difensiva sufficiente.
A causa di questi inconvenienti, nel corso del XVI secolo il torrione fu sostituito in molti punti dal bastione ad angolo acuto con pianta pentagonale sul modello italiano. Nonostante i vantaggi del bastione angolare, diverse fortezze europee furono protette fino al XVII secolo con torrioni, in parte a causa degli alti costi di costruzione della fortezza. Inoltre, la conoscenza del metodo di fortificazione basato sui bastioni si diffuse piuttosto lentamente in alcune parti d'Europa. Anche decenni dopo l'invenzione del bastione angolare, furono costruiti dei tondini, ma ora più spesso in combinazione con terrapieni o combinazioni pietra-terra (muri di artiglieria) come linea di difesa principale di collegamento, che conferiva ai sistemi maggiore stabilità contro il fuoco dell'artiglieria.